# Les Bordes-sur-Lez
 Les Bordes-sur-Lez  là một xã ở tỉnh Ariège, thuộc vùng Occitanie ở phía tây nam nước Pháp.